# PRAE (számítógép)
A PRAE (kezdet latinul)
az első romániai személyi számítógép, amelyet a kolozsvári Számítástechnikai Kutatóintézetben (ITC) tervezték és valósították meg Patrubány Miklós vezetésével.

## Története
Az első, Romániában gyártott eredeti személyi számítógép, amely nem  másolta a ZX Spectrumot. 1983 novemberében készült el a prototípusa és 1985-ben kezdték sorozatban gyártani a temesvári memóriagyárban (Fabrica de Memorii și Componente Electronice pentru Tehnica de Calcul din Timișoara – FMCETC).
A PRAE megalkotásának fontos előfeltétele volt, hogy a sepsiszentgyörgyi kapcsolószekrénygyár főtervezője, Tusa Ferenc fantáziát látott 1982-ben ilyen típusú személyi számítógépekben, és tervező mérnökei számára megrendelt tizenöt darabot. A PRAE megtervezését, megalkotását ez a megrendelés tette lehetővé. De a PRAE személyi számítógépek nemcsak üzemekbe, intézetekbe kerültek, hanem iskolákba és egyetemekre is.
Az elsőségért ádáz harc folyt, hiszen a romániai nemzeti kommunizmus idején nehezen fogadták el, hogy egy magyar ember nevéhez kötődjön ez a teljesítmény. Bukarestben a Ceaușescu-klánhoz tartozó egyetemi tanár vezetésével készült az elsőségért versengő gép, az aMIC, amelynek gyártását Temesvárra tervezték. Kolozsvári gyártásának elindítását Bukarest és Temesvár összefogva, hatalmi szóval akadályozta meg. A PRAE sorozatgyártását Temesváron addig késleltették, amíg az aMIC is elkészült, és így a két gép egyidejűleg jelent meg a piacon. A PRAE közel egy évvel korábban készült el, és minden paraméterében – számítási sebesség, pontosság, grafikai funkciók, adatrögzítés sebessége – messze fölülmúlta az aMIC számítógépet. Mivel azonban a PRAE korábban nem kerülhetett forgalomba, a román propaganda hivatkozhatott az aMIC-ra minden eddig kaphatóét felülmúló teljesítményű új gépként. Még a magyar nyelvű romániai napilap, az Előre is ilyen szellemben számolt be az aMIC gép érkezérésől (a PRAE említésre sem kerül a cikkben).
Bő egy év után mindkét gép temesvári sorozatgyártását abbahagyták, mivel úgy döntöttek, hogy csak Spectrum-kompatibilis személyi számítógépeket (pl. HC 85, TIM-S) és IBM PC-kompatibilis Felix PC-ket gyártanak. A PRAE-nek ennek ellenére további prototípusai készültek. 

## Jellemzői
A PRAE hardverét teljes egészében Patrubány Miklós tervezte. A periféria – tévé, kazettás magnó, billentyűzet – illesztésében és a szoftver fejlesztésében, majd bővítésében mintegy tíz-tizenöten vettek részt. Maradandót alkotott Kiss Sándor, aki a kor leggyorsabb grafikai algoritmusait dolgozta ki, és a perifériát vezérlő firmvert írta, valamint Szász Detre, aki dupla pontosságú, rendkívül gyors lebegőpontos aritmetikával látta el a PRAE-t.
A számítógép nyelve (ROMba ágyazva) a BASIC nyelvnek egy BASIC-PRAE nevű változata volt, a Darmouth-szabvánnyal kompatibilis. Kétszeres pontosságú (tíz értékes számjegyű) számokkal dolgozott, és meglehetősen gyors volt. A prototípus 29×32×4 cm nagyságú és 
közel 1 kg tömegű volt. A prototípus neve PRAE 1000 volt. 
A sorozatgyártás beindítása után a PRAE-BASIC nyelven született egy teljes matematikai programkönyvtár (mintegy 60 programmal) is, MATLIB néven, amelyet egy szerződés keretében a Babeș–Bolyai Egyetem matematikai-informatikai karának munkatársai készítettek (1987–88). Ez a programkönyvtár népszerűvé tette a PRAE-t egyetemiek és kutatók körében is.
A PRAE különböző konfigurációkban készült:
- PRAE-T: minimális konfigurációjú, fiataloknak szánt gép, tévéképernyőt használt, kazettára mentett adatokat, illetve programot,
- PRAE-L: kutatóintézetek és tanügy részére,
- PRAE-M: maximális konfigurációjú, 5¼ hüvelykes hajlékonylemez-egység, 40 karakteres mininyomtató, legfeljebb 64K RAM, lemezorientált operációs rendszer.

Az alulról felfelé történő kompatibilitás biztosítva volt. Idővel a külső kinézeten is változtattak, a kerek lapos billentyűket felváltotta a négyzet alakú lapos illetve gombos. 
1988-ban újabb két modellt mutattak be:
- PRAE-MAX: 256×256 pixelfelbontású, 36K RAM, 5¼ és 8 hüvelykes lemezegységek, CP/M 2.2.-kompatibilitás
- PRAE-PHOENIX: kompatibilis volt a PRAE-M-mel és a Sinclair Spectrummal is.

Ezek csupán prototípusok maradtak, sorozatgyártásukra nem került sor.
A sorozatgyártásba vett PRAE fröccsöntött műanyagdobozának a szerszámai a Péter Péter vezette székelyudvarhelyi matricagyárban készültek. A kapcsolóüzemű tápegységet Incze János tervezte. A PRAE számítógépcsalád fejlesztésében a fentieken kívül részt vevő mérnökök, fizikusok, matematikusok (a teljesség igénye nélkül): Pop Baldi Nicolae, Farkas György, Ioan Ciascai, Dunky András, Emil Precup, Horváth Zoltán, Nicușor Socaciu, Ferencz Attila, Radu Arsinte, Rist József, Nagy Baka György, Ferencz Mária, Almási György, Teodora Rațiu és Sólyom Péter.